# Paradise (1982)
Paradise is een Canadese romantische avonturenfilm uit 1982 geschreven en geregisseerd door Stuart Gillard en gedistribueerd door New World Pictures. De film werd negatief ontvangen, omdat het verhaal inhoudelijk veel gelijkenissen vertoond met The Blue Lagoon en het personage "The Jackal" te stereotiep is.

## Verhaal
In 1823 reizen de tieners David en Sarah met een kamelenkaravaan van Bagdad naar Damascus. David is een pleegkind van Amerikaanse missionarissen, Sarah is de dochter van een rijke Britse handelaar en wordt vergezeld van haar knecht Geoffrey. Onderweg wordt de karavaan overvallen door slavenhandelaars met aan het hoofd een man met de naam "The Jackal". Hij heeft het vooral gemunt op Sarah en wil haar in zijn harem. David, Sarah en Geoffrey kunnen ontsnappen. Al de anderen worden vermoord.
De drie vinden een schuilplaats aan een verlaten oase. Geoffrey zoekt hulp en arriveert in een kamp, niet wetende dat dat het kamp van "The Jackall" is. Hij wordt er vermoord.
Sarah en Geoffrey omschrijven de oase als "het paradijs". Ze ontdekken de liefde en seksuele lusten. The Jackal zet zijn zoektocht naar Sarah voort, maar door een val van Geoffrey sterft hij. Sarah vertelt Geoffrey dat ze zwanger van hem is. De twee beslissen om de bewoonde wereld op te zoeken en belanden uiteindelijk in Damascus.

## Productie
Producenten Robert Lantos en Stephen J. Roth kozen Willie Aames en na een screentest Phoebe Cates, destijds 17 jaar, voor de hoofdrol. De film bevatte enkele naaktscènes en het themanummer werd door Cates gezongen. De opnames vonden plaats in Israël, waaronder in Tel Aviv, de Dode Zee en het Meer van Galilea.
Aames en Cates vonden dat er minder naaktscènes nodig waren, maar de producent voegde extra scènes toe zonder hun toestemming. Lantos verdedigde dit en beweerde dat de meeste beelden door hen zelf waren opgenomen.
Aames promootte de film ondanks bezwaren, maar Cates weigerde en noemde het een "rip-off," uit angst dat het haar carrière zou schaden.

## Kritische ontvangst
Op Metacritic scoort de film 20 van 100, gebaseerd op 5 recensies, wat wijst op "ongunstige beoordelingen".
Tom Shales van The Washington Post noemde de film "100 minuten pijnlijke verveling" en bekritiseerde de Jackal als een "aanstootgevend Arabisch stereotype". Leonard Maltin gaf anderhalve ster en noemde het een "domme Blue Lagoon-ripoff".
Roger Ebert noemde het in Sneak Previews zijn "Dog of the Week" en Jack Shaheen bekritiseerde de film in Reel Bad Arabs om het "vernederende" stereotype van de Jackal.

## Rolverdeling
| Acteur          | Personage |
| --------------- | --------- |
| Phoebe Cates    | Sarah     |
| Willie Aames    | David     |
| Tuvia Tavi      | The Jacka |
| Richard Curnock | Geoffrey  |
| Neil Vipond     | Eerwaarde |
| Aviva Marks     | Rachel    |
| Yosef Shiloach  | Ahmed     |

## Nominatie
| Prijs                        | Categorie        | Ontvanger(s) | Resultaat   |
| ---------------------------- | ---------------- | ------------ | ----------- |
| Golden Raspberry Awards 1982 | Slechtste acteur | Willie Aames | Genomineerd |